# كارلوس موراليس سانتوس
كارلوس موراليس سانتوس (بالإسبانية: Carlos Morales Santos)‏ (مواليد 4 نوفمبر 1968) هو لاعب كرة قدم. يلعب مع منتخب باراغواي لكرة القدم. سبق له أن لعب في كأس العالم لكرة القدم مع منتخب بلاده.

## روابط خارجية
- كارلوس موراليس سانتوس على موقع الاتحاد الدولي (مؤرشف)  (الإنجليزية)
- كارلوس موراليس سانتوس على موقع قاعدة بيانات كرة القدم.إي يو (الإنجليزية)
- كارلوس موراليس سانتوس على موقع ناشيونال فوتبول تيمز (الإنجليزية)
- كارلوس موراليس سانتوس على موقع عالم كرة القدم.نت (الإنجليزية)